# 沈明
沈明（?—?），本名沈宇或作沈羽、沈明一名应当是古代文献传抄时产生的讹写，非真名。唐朝官员，湖州武康县人。唐代宗的驸马。
沈宇父亲为太子詹事赠太子太傅沈豫。沈宇官至兵部尚书。唐德宗贞元二年（786年）唐代宗之女长林公主出嫁沈宇时，厌翟车残破，最后改乘金根车。沈宇和长林公主的女儿沈素嫁给了郭暧和升平公主之子郭钊，沈素和郭钊生子郭仲词。